# Melvin Klooster
Melvin Klooster (Amsterdam, 21 december 1982) is een Nederlands acteur en presentator. Hij is bekend geworden als wrapper bij Ketnet.

## Biografie
Van 2006 tot 2012 was hij wrapper bij Ketnet.
In 2006 figureerde Klooster in Mega Mindy als cameraman. In 2008 was hij te zien in het dansprogramma Move It, uitgezonden door Ketnet. In 2009 en 2010 had Klooster een gastrol in F.C. De Kampioenen in de afleveringen Ronaldinho en de Rode Duivels en Een kaarsje als pakjesbezorger. Hij is ook achtergronddanser. Zo was hij danser in het VTM-programma Hit the Road.
Na enige tijd als vastgoedconsulent actief te zijn geweest is Klooster tegenwoordig werkzaam als havenarbeider in de Haven van Antwerpen.

## Einde mediacarrière
Eind juli 2012 werd Melvin Klooster tijdelijk van het scherm gehaald toen bekend werd dat er tegen de Ketnet-wrapper een klacht was ingediend in verband met zedenfeiten. Deze werd echter in augustus geseponeerd. In oktober besloot hij zijn werkzaamheden als wrapper stop te zetten en uit de media te stappen.
Eind juni 2021 heeft de correctionele rechtbank van Antwerpen de gewezen Ketnet-wrapper veroordeeld tot een celstraf van 2 jaar, en een geldboete van 1600 euro. Bijkomend moest hij ook een schadevergoeding betalen van ruim 36.000 euro. Dit wegens zijn betrokkenheid bij een vechtpartij op de parking van de Antwerpse discotheek Roxy. De veroordeling is een gevolg van het buiten bewustzijn slaan van wielrenner Iljo Keisse, die met zijn wielerploeg Quick-Step hun teambuilding in de Roxy afsloot. Keisse wilde een slachtoffer van Klooster helpen, maar werd zelf in de rug aangevallen met een fles door Klooster. Hij scheurde bij zijn val in het omliggende glas een pees in zijn pink, waardoor hij na een operatie maanden lang geen wedstrijden kon rijden. De feiten deden zich voor in de nacht van 10 op 11 oktober 2017. Op het moment van de vordering van 2 jaar cel en 1600 euro door het Openbaar Ministerie tegen Klooster op 1 december 2020 had hij reeds 27 veroordelingen voor de politierechtbank en een correctionele veroordeling na opzettelijke slagen en verwondingen gepleegd in 2005.

## Televisie
- Mega Mindy (2006) - als cameraman
- Move it (2008)
- Hit the road (2009-2010) - als danser
- Zot van Vlaanderen (2010) - als zichzelf
- F.C. De Kampioenen (2010) - als leverancier (2 afleveringen)
- Wie wordt wrapper? slotshow (2011) - als presentator
- Tegen de sterren op (2015) - als danser (2 afleveringen)

Huidig (anno 2025):
Lee Arrendell · Thomas De Smet · Nona 't Jolle · Nidal van Rijn · Emma Vanthielen
Voormalig (1997–2024):
Jelle Cleymans (2002–2007) · Staf Coppens (1999–2004) · Karolien Debecker (2006–2009) · Veerle Deblauwe (2003–2006) · Sam De Bruyn (2009) · Niels Destadsbader (2009–2014) · Ianka Fleerackers (1998–2001) · Tom Gernaey (2006) · Sander Gillis (2012–2023) · An Jordens (1998–2005) · Melvin Klooster (2006–2012) · Heidi Lenaerts (2006–2007) · Friedl' Lesage (1997–1998) · Charlotte Leysen (2011–2019) · Véronique Leysen (2009–2013) · Kristien Maes (2007–2012) · Gloria Monserez (2020-2024) · Sarah Mouhamou (2014-2025) · Leonard Muylle (2012–2018) · Sven Ornelis (1997–1999) · Peter Pype (2004–2012) · Ben Roelants (2009) · Mark Tijsmans (1997–2002) · Héritier Tipo (2022–2024) · Thomas Van Achteren (2015–2022) · Katrien Van Deuren (1998–1999) · Peter Van de Veire (1997–2002) · Steven Van Herreweghe (1997–2002) · Kobe Van Herwegen (2006–2011) · Ilse Van Hoecke (1998–2004) · Gitte Van Hoyweghen (1997–2001) · Britt Van Marsenille (2004–2008) · Sofie Van Moll (2001–2007) · Erika Van Tielen (2003–2006) · Henk Vermeulen (1998–2004) · Aron Wade (1998–2003) · Sien Wynants (2012–2022)